# Alex Rizzo
Alex Rizzo (12 de enero de 1968-16 de mayo de 2002) fue un luchador profesional, más conocido por su trabajo en la Extreme Championship Wrestling como Big Dick Dudley, el mayor de la familia Dudley.

## En lucha
- Movimientos finales
  - Total Penetration (Chokebomb pin)
  - Dick Driver (Overhead gutwrench backbreaker)

## Campeonatos y logros
- Northeastern Wrestling
  - NEW Heavyweight Championship (1 vez)[1]

- Northern States Wrestling Alliance
  - NSWA Heavyweight Championship (1 vez)[1]

- NWA Jersey
  - NWA Jersey Hardcore Championship (1 vez)[2]
  - NWA Jersey Heavyweight Championship (1 vez)[3]

- Pro Wrestling Illustrated
  - Situado en el #200 de los PWI 500 en 1998[4]

- USA Xtreme Wrestling
  - UXW Heavyweight Championship (2 veces)[5]
  - UXW Tag Team Championship (1 vez) - con Sam Dudley[5]

- Xtreme Pro Wrestling
  - XPW World Heavyweight Championship (1 vez)